# Eupithecia alticomora
Eupithecia alticomora là một loài bướm đêm trong họ Geometridae.